# Панько Олена Олексіївна
Олена Олексіївна Панько (нар., 25 березня 1958, Миколаїв) — українська науковиця, астроном. Доктор фізико-математичних наук, професор.

## Із життєпису
У 1980 році закінчила Одеський університет, після чого працювала у Миколаївському університеті та астрономічній обсерваторії того ж міста. З 2016 року — професор катедри фізики Одеського університету. У 2006 році стажувалася у Канаді, в університеті міста Галіфакс.

## Наукова діяльність
Досліджує фізику змінних зір, затемнювані подвійні зорі, внутрішню будову скупчень галактик, орієнтацію галактик у скупченнях, морфологічну класифікацію скупчень галактик.

### Основні праці
- Long term disc variability in the Be star o Andromedae // Astronomy and Astrophysics. 2003. Vol. 403;
- New insights into the nature of the eclipsing system V609 Aquilae // Observatory. 2008. Vol. 128;
- The Alignment of Galaxy Structures // Astrophysical J. 2015. Vol. 813;
- Загальна астрономія: Навчальний посібник О., 2020;
- Substructures in the Galaxy Clusters in Rich Regions // Astronomy Reports. 2021. Vol. 65 (усі — у співавторстві)[1].